# Classe en soi et classe pour soi
 (14 mars 2025).
La distinction, effectuée pour la première fois par Karl Marx, entre classe en soi et classe pour soi soulève la question de la définition d'une classe sociale. Une classe en soi est une classe sociale qui existe de fait, c'est-à-dire objectivement : les individus faisant partie de cette classe ont des interactions entre eux. Cependant ils n'ont pas forcément conscience d'une appartenance commune. 
Les classes en soi correspondent à des groupes ayant des conditions et un style de vie très proches. Les différents individus de ces groupes occupent une position équivalente dans le système productif, notamment dans la hiérarchie. Ainsi, les employés d'aujourd'hui formeraient une classe en soi.
Au contraire, une classe pour soi est une classe dont les individus la composant ont conscience d'une appartenance commune. C'est la classe pour soi qui va par la suite permettre, selon le marxisme, une défense de ses intérêts propres et une participation consciente dans la lutte des classes,,.